# Kršćanstvo u Litvi
Kršćanstvo u Litvi većinska je religija u državi.
Nakon što je Sovjetski Savez okupirao Litvu 1940. godine, započeo je progon Crkve. Prekinut je konkordat te diplomatske veze s Vatikanom. Također bio je zabranjen vjeronauk, katoličke izdavačke djelatnosti, a crkveno je vlasništvo bio zaplijenjeno.
U Litvi se nalazi Brdo križeva blizu Šiauliaija. Sovjetske vlasti više su puta te križeve rušili jaružalima.

## Katolička Crkva
U Litvi postoje dvije crkvene provincije. Prva je vilniuska, koja se sastoji od nadbiskupije Vilnius, i biskupija Panevesvs i Kaisiadorvs. Druga je kaunaska koja se sastoji od nadbiskupije Kaunas i biskupije Siauliai, Telsiai i Vilkaviskis (Marjampole). Također postoji vojni ordinarijat.
Papa Ivan Pavao II. posjetio je Litvu 1993. godine.
Glavni zaštitnik Litve je sv. Kazimir. Iz Litve su također i blaženi Jurgis Matulaitis i Teofilius Matulionis. Također, Mvkolas Giedraitis nije službeno proglašen blaženim, ali ga narod od prije časti kao blaženika.

## Pravoslavci
Pravoslavci su u Litvi manjina. Pravoslavna Crkva štuje trojicu svetaca iz Vilniusa: Antonija, Ivana i Eustahija. Oni su dvoru velikog vojvode Algirdasa i bili su mučeni zbog vjere 1347. godine.

### Članci
- Dulskis, Romualdas. 2004. Sadašnje stanje Crkve u Litvi. Crkva u svijetu. Sveučilište u Splitu - Katolički bogoslovni fakultet. Split. 39 (3): 411–423